# Babe Island (Südgeorgien)
Babe Island ist eine Insel vor der Nordküste Südgeorgiens. Sie liegt in der Einfahrt zur Cobblers Cove.
Wissenschaftler der britischen Discovery Investigations kartierten und benannten sie im Jahr 1929. Der Benennungshintergrund ist nicht überliefert.